# Campo Pintura
Campo Pintura är en ort i Mexiko.   Den ligger i kommunen Puente de Ixtla och delstaten Morelos, i den sydöstra delen av landet, 80 km söder om huvudstaden Mexico City. Campo Pintura ligger 1 047 meter över havet och antalet invånare är 129.
Terrängen runt Campo Pintura är platt åt sydväst, men åt nordost är den kuperad. Terrängen runt Campo Pintura sluttar söderut. Runt Campo Pintura är det ganska tätbefolkat, med 185 invånare per kvadratkilometer. Närmaste större samhälle är Temixco, 16,3 km norr om Campo Pintura. Omgivningarna runt Campo Pintura är en mosaik av jordbruksmark och naturlig växtlighet.